# PEC Zwolle in het seizoen 1973/74
Het seizoen 1973/1974 was het 63e jaar in het bestaan van de Zwolse voetbalclub PEC Zwolle. De club kwam uit in de Eerste divisie en nam ook deel aan het toernooi om de KNVB beker.

## Wedstrijdstatistieken

### Eerste divisie
| 1e speelronde | Heerenveen                                                                          | 3 – 0 (2 – 0) | PEC Zwolle                                                                                             | Opstelling PEC Zwolle: |
| 12 augustus 1973 Aanvangstijd: --:-- uur Plaats: Heerenveen Sportpark Noord Toeschouwers: 5.000 Scheidsrechter: Leo van der Kroft            | Theo Haan 18' Henk Prinsen 37' Ginus Meijerink 64'                                  |               | |                        |
| 2e speelronde | PEC Zwolle                                                                          | 0 – 1 (0 – 1) | De Volewijckers                                                                                        | Opstelling PEC Zwolle: |
| 15 augustus 1973 Aanvangstijd: --:-- uur Plaats: Zwolle Oosterenkstadion Toeschouwers: 1.500 Scheidsrechter: Ben Hoppenbrouwer               |                                                                                     |               | 10' Roy Dannarag                                                                                       |                        |
| 3e speelronde | PEC Zwolle                                                                          | 1 – 1 (1 – 1) | Fortuna SC                                                                                             | Opstelling PEC Zwolle: |
| 19 augustus 1973 Aanvangstijd: --:-- uur Plaats: Zwolle Oosterenkstadion Toeschouwers: 2.000 Scheidsrechter: Louis Beukman                   | Jan Rorije 9'                                                                       |               | 33' Wim Bohnen                                                                                         |                        |
| 4e speelronde | Wageningen                                                                          | 1 – 0 (0 – 0) | PEC Zwolle                                                                                             | Opstelling PEC Zwolle: |
| 22 augustus 1973 Aanvangstijd: --:-- uur Plaats: Wageningen Stadion de Wageningse Berg Toeschouwers: 500 Scheidsrechter: Henk Pijper         | Nico van Ginkel 76'                                                                 |               | |                        |
| 5e speelronde | SC Amersfoort                                                                       | 1 – 0 (1 – 0) | PEC Zwolle                                                                                             | Opstelling PEC Zwolle: |
| 2 september 1973 Aanvangstijd: --:-- uur Plaats: Amersfoort Sportpark Birkhoven Toeschouwers: 3.500 Scheidsrechter: Arie van Gemert          | Bert Middelkoop 21'                                                                 |               | |                        |
| 6e speelronde | PEC Zwolle                                                                          | 1 – 0 (0 – 0) | FC Den Bosch '67                                                                                       | Opstelling PEC Zwolle: |
| 9 september 1973 Aanvangstijd: --:-- uur Plaats: Zwolle Oosterenkstadion Toeschouwers: 3.000 Scheidsrechter: Piet van Gastel                 | Herman Heskamp 61'                                                                  |               | |                        |
| 7e speelronde | FC VVV                                                                              | 0 – 2 (0 – 0) | PEC Zwolle                                                                                             | Opstelling PEC Zwolle: |
| 16 september 1973 Aanvangstijd: --:-- uur Plaats: Venlo De Koel Toeschouwers: 4.000 Scheidsrechter: Krijn de Vos                             |                                                                                     |               | 51' Herman Heskamp 72' Jan Hoogendoorn                                                                 |                        |
| 8e speelronde | PEC Zwolle                                                                          | 0 – 1 (0 – 1) | SVV | Opstelling PEC Zwolle: |
| 23 september 1973 Aanvangstijd: --:-- uur Plaats: Zwolle Oosterenkstadion Toeschouwers: 2.000 Scheidsrechter: Bouke Draaisma                 |                                                                                     |               | 21' (pen) Wim Mulder                                                                                   |                        |
| 9e speelronde | PEC Zwolle                                                                          | 0 – 0         | FC Dordrecht                                                                                           | Opstelling PEC Zwolle: |
| 30 september 1973 Aanvangstijd: --:-- uur Plaats: Zwolle Oosterenkstadion Toeschouwers: 2.000 Scheidsrechter: Egbert Mulder                  |                                                                                     |               | |                        |
| 10e speelronde | Veendam                                                                             | 1 – 3 (1 – 2) | PEC Zwolle                                                                                             | Opstelling PEC Zwolle: |
| 7 oktober 1973 Aanvangstijd: --:-- uur Plaats: Veendam De Langeleegte Toeschouwers: n.n.b. Scheidsrechter: Jan Beck                          | Cees Elling 21'                                                                     |               | 10' Jan Hoogendoorn 20' Fons Stoffels 48' Herman Heskamp                                               |                        |
| 11e speelronde | PEC Zwolle                                                                          | 1 – 3 (1 – 3) | Vitesse                                                                                                | Opstelling PEC Zwolle: |
| 14 oktober 1973 Aanvangstijd: --:-- uur Plaats: Zwolle Oosterenkstadion Toeschouwers: 5.000 Scheidsrechter: Ben Hoppenbrouwer                | Herman Heskamp 45'                                                                  |               | 5' Piet van Kerkhof 11' Henk Vleeming 27' Herman Veenendaal                                            |                        |
| 12e speelronde | Heracles                                                                            | 1 – 1 (0 – 0) | PEC Zwolle                                                                                             | Opstelling PEC Zwolle: |
| 21 oktober 1973 Aanvangstijd: --:-- uur Plaats: Almelo Gemeentelijk Sportpark Bornsestraat Toeschouwers: 2.500 Scheidsrechter: Cees de Bruin | Ferry Pirard (pen) 80'                                                              |               | 71' Freek Schutten                                                                                     |                        |
| 13e speelronde | PEC Zwolle                                                                          | 2 – 3 (1 – 1) | SC Cambuur                                                                                             | Opstelling PEC Zwolle: |
| 28 oktober 1973 Aanvangstijd: --:-- uur Plaats: Zwolle Oosterenkstadion Toeschouwers: 2.000 Scheidsrechter: Egbert Mulder                    | Jan Hendriksen 8' Jan Hoogendoorn 87'                                               |               | 20' Hans Bleijenberg 57' Henk de Groot 60' Henk de Groot                                               |                        |
| 14e speelronde | Willem II                                                                           | 2 – 5 (1 – 3) | PEC Zwolle                                                                                             | Opstelling PEC Zwolle: |
| 4 november 1973 Aanvangstijd: --:-- uur Plaats: Tilburg Gemeentelijk Sportpark Tilburg Toeschouwers: 2.500 Scheidsrechter: Bas Booy          | Freek Schutten (e.d.) 30' Cees van den Berg (pen) 65'                               |               | 17' Jan Hoogendoorn 26' (pen) Freek Schutten 30' Jan Hoogendoorn 60' Jan Verheijen 70' Jan Hoogendoorn |                        |
| 15e speelronde | Helmond Sport                                                                       | 0 – 0         | PEC Zwolle                                                                                             | Opstelling PEC Zwolle: |
| 17 november 1973 Aanvangstijd: --:-- uur Plaats: Helmond Stadion De Braak Toeschouwers: 3.000 Scheidsrechter: Van Ooijen                     |                                                                                     |               | |                        |
| 16e speelronde | PEC Zwolle                                                                          | 2 – 0 (1 – 0) | Excelsior                                                                                              | Opstelling PEC Zwolle: |
| 25 november 1973 Aanvangstijd: --:-- uur Plaats: Zwolle Oosterenkstadion Toeschouwers: 2.000 Scheidsrechter: Piet van Gastel                 | Herman Heskamp 7' Herman Heskamp 73'                                                |               | |                        |
| 17e speelronde | PEC Zwolle                                                                          | 0 – 0         | Fortuna Vlaardingen                                                                                    | Opstelling PEC Zwolle: |
| 9 december 1973 Aanvangstijd: --:-- uur Plaats: Zwolle Oosterenkstadion Toeschouwers: 3.500 Scheidsrechter: Bart Ram                         |                                                                                     |               | |                        |
| 18e speelronde | Eindhoven                                                                           | 1 – 1 (1 – 0) | PEC Zwolle                                                                                             | Opstelling PEC Zwolle: |
| 16 december 1973 Aanvangstijd: --:-- uur Plaats: Eindhoven Jan Louwersstadion Toeschouwers: 500 Scheidsrechter: Jonker                       | Jan Brans 38'                                                                       |               | 58' Jan Hoogendoorn                                                                                    |                        |
| 19e speelronde | PEC Zwolle                                                                          | 2 – 2 (1 – 0) | Helmond Sport                                                                                          | Opstelling PEC Zwolle: |
| 23 december 1973 Aanvangstijd: --:-- uur Plaats: Zwolle Oosterenkstadion Toeschouwers: 2.500 Scheidsrechter: Henk Pijper                     | Herman Heskamp 10' Herman Heskamp 67'                                               |               | 49' Willy Coolen 88' Tiny van der Putten                                                               |                        |
| 20e speelronde | Volendam                                                                            | 0 – 3 (0 – 1) | PEC Zwolle                                                                                             | Opstelling PEC Zwolle: |
| 26 december 1973 Aanvangstijd: --:-- uur Plaats: Volendam Sportpark Volendam Toeschouwers: 2.500 Scheidsrechter: Henk van Dijken             |                                                                                     |               | 32' Fons Stoffels 80' Fons Stoffels 81' Herman Heskamp                                                 |                        |
| 21e speelronde | De Volewijckers                                                                     | 1 – 2 (1 – 0) | PEC Zwolle                                                                                             | Opstelling PEC Zwolle: |
| 6 januari 1974 Aanvangstijd: --:-- uur Plaats: Amsterdam Mosveld Toeschouwers: 800 Scheidsrechter: Siem Wellinga                             | Wim Riechelman 12'                                                                  |               | 65' Jan Hoogendoorn 85' Jan Hoogendoorn                                                                |                        |
| 22e speelronde | PEC Zwolle                                                                          | 4 – 1 (1 – 0) | Wageningen                                                                                             | Opstelling PEC Zwolle: |
| 13 januari 1974 Aanvangstijd: --:-- uur Plaats: Zwolle Oosterenkstadion Toeschouwers: 4.500 Scheidsrechter: Cees de Bruin                    | Herman Heskamp 5' Puck van der Horst 69' Jan Hoogendoorn 83' Arno van den Bosch 89' |               | 61' Gerdo Hazelhekke                                                                                   |                        |
| 23e speelronde | PEC Zwolle                                                                          | 4 – 1 (2 – 1) | Heerenveen                                                                                             | Opstelling PEC Zwolle: |
| 27 januari 1974 Aanvangstijd: --:-- uur Plaats: Zwolle Oosterenkstadion Toeschouwers: n.n.b. Scheidsrechter: Jonker                          | Jan Hoogendoorn 28' Jan Hoogendoorn 29' Herman Heskamp 69' Jan Hoogendoorn 87'      |               | 41' Nikola Golijanin                                                                                   |                        |
| 24e speelronde | Fortuna SC                                                                          | 2 – 2 (1 – 1) | PEC Zwolle                                                                                             | Opstelling PEC Zwolle: |
| 3 februari 1974 Aanvangstijd: --:-- uur Plaats: Sittard De Baandert Toeschouwers: 7.000 Scheidsrechter: Leo van der Kroft                    | Hans Erkens 8' Frans Roemgens 82'                                                   |               | 17' Jan Verheijen 72' Herman Heskamp                                                                   |                        |
| 25e speelronde | PEC Zwolle                                                                          | 0 – 0         | SC Amersfoort                                                                                          | Opstelling PEC Zwolle: |
| 10 februari 1974 Aanvangstijd: --:-- uur Plaats: Zwolle Oosterenkstadion Toeschouwers: 8.000 Scheidsrechter: Ben Hoppenbrouwer               |                                                                                     |               | |                        |
| 26e speelronde | FC Den Bosch '67                                                                    | 0 – 1 (0 – 0) | PEC Zwolle                                                                                             | Opstelling PEC Zwolle: |
| 17 februari 1974 Aanvangstijd: --:-- uur Plaats: 's-Hertogenbosch Stadion De Vliert Toeschouwers: n.n.b. Scheidsrechter: Jan Beck            |                                                                                     |               | 75' Herman Heskamp                                                                                     |                        |
| 27e speelronde | PEC Zwolle                                                                          | 3 – 3 (2 – 2) | FC VVV                                                                                                 | Opstelling PEC Zwolle: |
| 3 maart 1974 Aanvangstijd: --:-- uur Plaats: Zwolle Oosterenkstadion Toeschouwers: 7.000 Scheidsrechter: Peter Gans                          | Herman Heskamp 13' Herman Heskamp 45' Klaas Drost 90'                               |               | 12' (pen) Lorenz Hilkes 19' Lorenz Hilkes 50' Albert van der Weide                                     |                        |
| 28e speelronde | SVV                                                                                 | 1 – 1 (0 – 1) | PEC Zwolle                                                                                             | Opstelling PEC Zwolle: |
| 10 maart 1974 Aanvangstijd: --:-- uur Plaats: Schiedam Sportpark Harga Toeschouwers: 3.500 Scheidsrechter: Cees de Bruin                     | Jan Groeneweg 61'                                                                   |               | 41' Herman Heskamp                                                                                     |                        |
| 29e speelronde | FC Dordrecht                                                                        | 2 – 0 (1 – 0) | PEC Zwolle                                                                                             | Opstelling PEC Zwolle: |
| 17 maart 1974 Aanvangstijd: --:-- uur Plaats: Dordrecht Stadion Krommedijk Toeschouwers: 4.500 Scheidsrechter: Egbert Mulder                 | Dick Dubbeld 38' Martin Breuer 52'                                                  |               | |                        |
| 30e speelronde | PEC Zwolle                                                                          | 3 – 1 (0 – 0) | Veendam                                                                                                | Opstelling PEC Zwolle: |
| 24 maart 1974 Aanvangstijd: --:-- uur Plaats: Zwolle Oosterenkstadion Toeschouwers: 3.000 Scheidsrechter: Louis Beukman                      | Freek Schutten 61' Ben Hendriks 69' Jan Hoogendoorn 73'                             |               | 67' Bert Wierenga                                                                                      |                        |
| 31e speelronde | Vitesse                                                                             | 2 – 1 (1 – 1) | PEC Zwolle                                                                                             | Opstelling PEC Zwolle: |
| 31 maart 1974 Aanvangstijd: --:-- uur Plaats: Arnhem Nieuw-Monnikenhuize Toeschouwers: 4.000 Scheidsrechter: Ben Hoppenbrouwer               | Henk Vleeming 26' Henk Vleeming 66'                                                 |               | 24' Jan Verheijen                                                                                      |                        |
| 32e speelronde | PEC Zwolle                                                                          | 0 – 0         | Heracles                                                                                               | Opstelling PEC Zwolle: |
| 7 april 1974 Aanvangstijd: --:-- uur Plaats: Zwolle Oosterenkstadion Toeschouwers: 2.000 Scheidsrechter: Piet van Gastel                     |                                                                                     |               | |                        |
| 33e speelronde | SC Cambuur                                                                          | 1 – 2 (1 – 2) | PEC Zwolle                                                                                             | Opstelling PEC Zwolle: |
| 15 april 1974 Aanvangstijd: --:-- uur Plaats: Leeuwarden Cambuurstadion Toeschouwers: 3.500 Scheidsrechter: Gerrit Berrevoets                | Koko Hoekstra 15'                                                                   |               | 40' Herman Heskamp 45' Jan Hoogendoorn                                                                 |                        |
| 34e speelronde | PEC Zwolle                                                                          | 1 – 0 (1 – 0) | Willem II                                                                                              | Opstelling PEC Zwolle: |
| 21 april 1974 Aanvangstijd: --:-- uur Plaats: Zwolle Oosterenkstadion Toeschouwers: 2.000 Scheidsrechter: Theo Boosten                       | Herman Heskamp (pen) 6'                                                             |               | |                        |
| 35e speelronde | Excelsior                                                                           | 4 – 3 (4 – 1) | PEC Zwolle                                                                                             | Opstelling PEC Zwolle: |
| 28 april 1974 Aanvangstijd: --:-- uur Plaats: Rotterdam Stadion Woudestein Toeschouwers: 4.000 Scheidsrechter: Piet van Gastel               | Aad den Butter 2' Sjaak Roggeveen 4' Hans Bassant 24' Frans van der Heide 32'       |               | 16' (pen) Herman Heskamp 56' (pen) Herman Heskamp 89' Ben Spanhaak                                     |                        |
| 36e speelronde | PEC Zwolle                                                                          | 1 – 0 (1 – 0) | Volendam                                                                                               | Opstelling PEC Zwolle: |
| 5 mei 1974 Aanvangstijd: --:-- uur Plaats: Zwolle Oosterenkstadion Toeschouwers: 1.500 Scheidsrechter: Henk Pijper                           | Jan Rorije 34'                                                                      |               | |                        |
| 37e speelronde | Fortuna Vlaardingen                                                                 | 3 – 1 (1 – 0) | PEC Zwolle                                                                                             | Opstelling PEC Zwolle: |
| 12 mei 1974 Aanvangstijd: --:-- uur Plaats: Vlaardingen Floreslaan Toeschouwers: 1.200 Scheidsrechter: Van Ooijen                            | René Pas 41' Arie Don 52' Robbie van der Bol 74'                                    |               | 83' Jan Verheijen                                                                                      |                        |
| 38e speelronde | PEC Zwolle                                                                          | 2 – 3 (0 – 2) | Eindhoven                                                                                              | Opstelling PEC Zwolle: |
| 19 mei 1974 Aanvangstijd: --:-- uur Plaats: Zwolle Oosterenkstadion Toeschouwers: 500 Scheidsrechter: Henk Weerink                           | Jan Hoogendoorn 80' Klaas Drost 89'                                                 |               | 22' Wim Leushuis 24' Wim Leushuis 55' Ton Binnendijk                                                   |                        |

### KNVB beker
| 1e ronde | IJsselmeervogels  | 1 – 3 (0 – 1) | PEC Zwolle                                          | Opstelling PEC Zwolle:                                                                                                |
| 25 augustus 1973 Aanvangstijd: --:-- uur Plaats: Spakenburg Sportpark IJsselmeervogels Toeschouwers: 2.500 Scheidsrechter: Peter Gans | Klaas Bos 83'     |               | 30' Jan Rorije 58' Herman Heskamp 89' Jan Verheijen | |
| 2e ronde | PEC Zwolle        | 1 – 2 (0 – 1) | Sparta                                              | Opstelling PEC Zwolle:                                                                                                |
| 10 november 1973 Aanvangstijd: --:-- uur Plaats: Zwolle Oosterenkstadion Toeschouwers: 4.000 Scheidsrechter: Henk Geurens             | Jan Verheijen 55' |               | 3' Wim Meutstege 88' Janusz Kowalik                 | Post, Drost, Schubert, Schutten, Hendriks, Kragt, Van der Horst, Rorije, Hendriksen (Heskamp), Hoogendoorn, Verheijen |

## Selectie en technische staf

### Selectie 1973/74
| Nr.           | Nat.               | Naam               | Competitie | Competitie | Beker      | Beker      | Totaal     | Totaal     | Seizoen    | Vorige club       | Debuut     |            |            |            |
| Nr.           | Nat.               | Naam               | W          |            | W          |            | W          |            | Seizoen    | Vorige club       | Debuut     |            |            |            |
| Doelmannen    | Doelmannen         | Doelmannen         | Doelmannen | Doelmannen | Doelmannen | Doelmannen | Doelmannen | Doelmannen | Doelmannen | Doelmannen        | Doelmannen | Doelmannen | Doelmannen | Doelmannen |
| ------------- | ------------------ | ------------------ | ---------- | ---------- | ---------- | ---------- | ---------- | ---------- | ---------- | ----------------- | ---------- | ---------- | ---------- | ---------- |
| -             | Vlag van Nederland | Jan Lieftink       | –          | 0          | 0          | 0          | –          | 0          | 5e         | KHC (ama)         | –          |            |            |            |
| -             | Vlag van Nederland | Henk Post          | –          | 0          | 2          | 0          | –          | 0          | 5e         | Zwolsche Boys     | –          |            |            |            |
| Verdedigers   |                    |                    |            |            |            |            |            |            |            |                   |            |            |            |            |
| -             | Vlag van Nederland | Rinus Bosman       | –          | 0          | 1          | 0          | –          | 0          | 2e         | Jeugd             | –          |            |            |            |
| -             | Vlag van Nederland | Klaas Drost        | –          | 2          | 2          | 0          | –          | 2          | 4e         | Jeugd             | –          |            |            |            |
| -             | Vlag van Nederland | Ben Hendriks       | –          | 1          | 2          | 0          | –          | 1          | 10e        | Zwolsche Boys     | –          |            |            |            |
| -             | Vlag van Nederland | Puck van der Horst | –          | 1          | 2          | 0          | –          | 1          | 9e         | Vitesse           | –          |            |            |            |
| -             | Vlag van Nederland | Ben Schubert       | –          | 0          | 2          | 0          | –          | 0          | 4e         | Huizen (ama)      | –          |            |            |            |
| -             | Vlag van Nederland | Ben Spanhaak       | –          | 1          | 0          | 0          | –          | 1          | 8e         | Jeugd             | –          |            |            |            |
| -             | Vlag van Nederland | René IJzerman      | –          | 0          | 0          | 0          | –          | 0          | 2e         | Jeugd             | –          |            |            |            |
| Middenvelders |                    |                    |            |            |            |            |            |            |            |                   |            |            |            |            |
| -             | Vlag van Nederland | Arno van den Bosch | –          | 1          | 0          | 0          | –          | 1          | 4e         | Onbekend          | –          |            |            |            |
| -             | Vlag van Nederland | Jan Hendriksen     | –          | 1          | 1          | 0          | –          | 1          | 1e         | Jeugd             | –          |            |            |            |
| -             | Vlag van Nederland | Freek Schutten     | –          | 3          | 1          | 0          | –          | 3          | 5e         | Zwolsche Boys     | –          |            |            |            |
| Aanvallers    |                    |                    |            |            |            |            |            |            |            |                   |            |            |            |            |
| -             | Vlag van Nederland | Herman Heskamp     | –          | 20         | 2          | 1          | –          | 20         | 5e         | FC Twente '65     | –          |            |            |            |
| -             | Vlag van Nederland | Jan Hoogendoorn    | –          | 16         | 2          | 0          | –          | 16         | 3e         | WHC (ama)         | –          |            |            |            |
| -             | Vlag van Nederland | Lody Kragt         | –          | 0          | 2          | 0          | –          | 0          | 6e         | Emmeloord (ama)   | –          |            |            |            |
| -             | Vlag van Nederland | Jan Rorije         | –          | 2          | 2          | 1          | –          | 3          | 5e         | Wageningen        | –          |            |            |            |
| -             | Vlag van Nederland | Fons Stoffels      | –          | 3          | 1          | 0          | –          | 3          | 5e         | Kansas City Spurs | –          |            |            |            |
| -             | Vlag van Nederland | Jan Verheijen      | –          | 4          | 2          | 3          | –          | 7          | 1e         | Jeugd             | –          |            |            |            |
| Nr.           | Nat.               | Naam               | W          |            | W          |            | W          |            | Seizoen    | Vorige club       | Debuut     |            |            |            |
| Nr.           | Nat.               | Naam               | Competitie | Competitie | Beker      | Beker      | Totaal     | Totaal     | Seizoen    | Vorige club       | Debuut     |            |            |            |

### Technische staf
| Naam         | Functie      |
| ------------ | ------------ |
| Georg Keßler | Hoofdtrainer |

## Statistieken PEC Zwolle 1973/1974

### Eindstand PEC Zwolle in de Nederlandse Eerste divisie 1973 / 1974
| Stand | Gespeeld | Gewonnen | Gelijk | Verloren | Punten | Doelpunten voor | Doelpunten tegen |
| ----- | -------- | -------- | ------ | -------- | ------ | --------------- | ---------------- |
| 7e    | 38       | 14       | 12     | 12       | 40     | 55              | 46               |

### Topscorers
| #      | Naam                        | Goal |
| ------ | --------------------------- | ---- |
| 1.     | Herman Heskamp              | 20   |
| 2.     | Jan Hoogendoorn             | 16   |
| 3.     | Jan Verheijen               | 4    |
| 4.     | Freek Schutten              | 3    |
| 4.     | Fons Stoffels               | 3    |
| 6.     | Klaas Drost                 | 2    |
| 6.     | Jan Rorije                  | 2    |
| 8.     | Ano van den Bosch           | 1    |
| 8.     | Ben Hendriks                | 1    |
| 8.     | Jan Hendriksen              | 1    |
| 8.     | Gerrit (Puck) van der Horst | 1    |
| 8.     | Ben Spanhaak                | 1    |
| Totaal | Totaal                      | 55   |

| #      | Naam          | Goal |
| ------ | ------------- | ---- |
| 1.     | Jan Verheijen | 3    |
| 2.     | Jan Rorije    | 1    |
| Totaal | Totaal        | 4    |

### Punten per speelronde
| Speelronde | 1 | 2 | 3 | 4 | 5 | 6 | 7 | 8 | 9 | 10 | 11 | 12 | 13 | 14 | 15 | 16 | 17 | 18 | 19 | 20 | 21 | 22 | 23 | 24 | 25 | 26 | 27 | 28 | 29 | 30 | 31 | 32 | 33 | 34 | 35 | 36 | 37 | 38 |
| ---------- | - | - | - | - | - | - | - | - | - | -- | -- | -- | -- | -- | -- | -- | -- | -- | -- | -- | -- | -- | -- | -- | -- | -- | -- | -- | -- | -- | -- | -- | -- | -- | -- | -- | -- | -- |
| Punten     | 0 | 0 | 1 | 0 | 0 | 2 | 2 | 0 | 1 | 2  | 0  | 1  | 0  | 2  | 1  | 2  | 1  | 1  | 1  | 2  | 2  | 2  | 2  | 1  | 1  | 2  | 1  | 1  | 0  | 2  | 0  | 1  | 2  | 2  | 0  | 2  | 0  | 0  |

### Punten na speelronde
| Speelronde | 1 | 2 | 3 | 4 | 5 | 6 | 7 | 8 | 9 | 10 | 11 | 12 | 13 | 14 | 15 | 16 | 17 | 18 | 19 | 20 | 21 | 22 | 23 | 24 | 25 | 26 | 27 | 28 | 29 | 30 | 31 | 32 | 33 | 34 | 35 | 36 | 37 | 38 |
| ---------- | - | - | - | - | - | - | - | - | - | -- | -- | -- | -- | -- | -- | -- | -- | -- | -- | -- | -- | -- | -- | -- | -- | -- | -- | -- | -- | -- | -- | -- | -- | -- | -- | -- | -- | -- |
| Punten     | 0 | 0 | 1 | 1 | 1 | 3 | 5 | 5 | 6 | 8  | 8  | 9  | 9  | 11 | 12 | 14 | 15 | 16 | 17 | 19 | 21 | 23 | 25 | 26 | 27 | 29 | 30 | 31 | 31 | 33 | 33 | 34 | 36 | 38 | 38 | 40 | 40 | 40 |

### Stand na speelronde
| Speelronde | 1   | 2   | 3   | 4   | 5   | 6   | 7   | 8   | 9   | 10  | 11  | 12  | 13  | 14  | 15  | 16  | 17  | 18  | 19  | 20  | 21 | 22 | 23 | 24 | 25 | 26 | 27 | 28 | 29 | 30 | 31 | 32 | 33 | 34 | 35 | 36 | 37 | 38 |
| ---------- | --- | --- | --- | --- | --- | --- | --- | --- | --- | --- | --- | --- | --- | --- | --- | --- | --- | --- | --- | --- | -- | -- | -- | -- | -- | -- | -- | -- | -- | -- | -- | -- | -- | -- | -- | -- | -- | -- |
| Stand      | 19e | 20e | 19e | 20e | 20e | 19e | 18e | 17e | 18e | 17e | 19e | 18e | 19e | 17e | 17e | 14e | 12e | 12e | 13e | 10e | 9e | 9e | 8e | 8e | 9e | 7e | 6e | 7e | 8e | 7e | 8e | 8e | 7e | 6e | 8e | 6e | 7e | 7e |

### Doelpunten per speelronde
| Speelronde | 1 | 2 | 3 | 4 | 5 | 6 | 7 | 8 | 9 | 10 | 11 | 12 | 13 | 14 | 15 | 16 | 17 | 18 | 19 | 20 | 21 | 22 | 23 | 24 | 25 | 26 | 27 | 28 | 29 | 30 | 31 | 32 | 33 | 34 | 35 | 36 | 37 | 38 | Totaal |
| ---------- | - | - | - | - | - | - | - | - | - | -- | -- | -- | -- | -- | -- | -- | -- | -- | -- | -- | -- | -- | -- | -- | -- | -- | -- | -- | -- | -- | -- | -- | -- | -- | -- | -- | -- | -- | ------ |
| Doelpunten | 0 | 0 | 1 | 0 | 0 | 1 | 2 | 0 | 0 | 3  | 1  | 1  | 2  | 5  | 0  | 2  | 0  | 1  | 2  | 3  | 2  | 4  | 4  | 2  | 0  | 1  | 3  | 1  | 0  | 3  | 1  | 0  | 2  | 1  | 3  | 1  | 1  | 2  | 55     |